# Thyrosticta ankaratta
Thyrosticta ankaratta är en fjärilsart som beskrevs av Griveaud. Thyrosticta ankaratta ingår i släktet Thyrosticta och familjen björnspinnare. Inga underarter finns listade i Catalogue of Life.